# WJ系列无人机
WJ系列无人机是由中国航天科工集团公司下属的海鹰机电技术研究院（即中国航天科工集团第三研究院）研制开发的一个无人机系列。